# Egbert Harbert
Theodor Egbert Harbert (* 25. November 1882 in Arnsberg; † 22. Januar 1968 in Braunschweig) war ein deutscher Geodät.

## Familie
Theodor Egbert Harbert war der Sohn von Mathilde Wilhelmine Harbert (*Walther) und Rechnungsrat Theodor Friedrich Oskar Harbert (1849–1926). Er war seit 1919 mit der Lehrerin Gertrud Elisabeth Harbert (*Gesell) (1893–1993) verheiratet, aus der Ehe gingen ein Sohn und sieben Töchter hervor: Ernst, Ilse, Gertrud („Traute“), Anna-Dorothea, Rosemarie, Christel, Maria und Liselotte Paula.

## Werdegang
Harbert besuchte nach der Volksschule das Gymnasium Laurentinum in Arnsberg und beendete seine Schulzeit 1902 mit der Reifeprüfung. Nach einem Jahr Vorpraxis (1902–1903) in Meschede studierte er von 1903 bis 1905 Geodäsie und Kulturtechnik an der Landwirtschaftlichen Hochschule in Berlin. Im Frühjahr 1905 bestand er die Landmesser-Prüfung und das große Kulturtechnische Examen. Danach begann er als wissenschaftlicher Assistent für den geodätischen Unterricht an der Landwirtschaftlichen Hochschule seine 1. Lehrphase (1905–1908) und nutzte daneben die Zeit als vollimmatrikulierter Student an der Universität sowie als Hörer an der Technischen Hochschule zum Weiterstudium der Höheren Geodäsie und der Astronomie.
Von 1908 bis 1910 war er als Umlegungs-Landmesser tätig bei der Generalkommission in Düsseldorf, deren Abschluss die Prüfung für den höheren vermessungstechnischen Verwaltungsdienst bildete. Von 1910 bis 1914 war er als wissenschaftlicher Assistent an der Landwirtschaftlichen Hochschule in Berlin beschäftigt.
Von 1915 bis 1918 nahm Harbert als Feldartillerist, als Feldtrigonometer, als Führer einer Raumbildgruppe – Stereophotogrammeter – und auch als höherer Vermessungsbeamter bei Kriegsvermessungsabteilungen sowohl auf dem westlichen als auch auf dem östlichen Kriegsschauplatz am 1. Weltkrieg teil.
Von 1919 bis 1922 wirkte er erneut an der Landwirtschaftlichen Hochschule in Berlin als wissenschaftlicher Assistent und Dozent mit venia legendi (1919). Den Abschluss seiner Studien- und Assistentenjahre erreichte er am 31. Mai 1921 mit der Promotion zum Dr. phil. an der Universität Berlin mit den Fächern Höhere Geodäsie, Astronomie, Meteorologie und Philosophie (Dissertationsschrift über Untersuchungen von Libellenstörungen bei Feineinwägungen des geodätischen Instituts der Landwirtschaftlichen Hochschule zu Berlin).
1922 kam er als ordentlicher Professor für Geodäsie an die Technische Hochschule Braunschweig und übernahm dort zugleich die Leitung des Instituts für Vermessungskunde. Am 31. März 1951 wurde Harbert emeritiert.

## Harbert und der DVW
Von 1950 bis 1953 war Harbert nach dessen Neugründung Vorsitzender des Deutschen Vereins für Vermessungswesen (DVW). Danach wurde er in Anerkennung seiner Verdienste zum Ehrenmitglied und dann noch zum Ehrenvorsitzenden ernannt.

## Harbert-Buchpreis
Der DVW zeichnet jährlich die besten Absolventinnen und Absolventen der Bachelor- und Masterstudiengänge der Geodäsie an den deutschen Hochschulen mit dem Harbert-Buchpreis aus. Die Verleihung des Buchpreises wurde den Landesvereinen übertragen, in deren Gebiet die Hochschule liegt.

## Ehrungen
- 1946: Ordentliches Mitglied der Braunschweigischen Wissenschaftlichen Gesellschaft
- 1952: Ehrenmitglied der katholischen Studentenverbindung KDStV Niedersachsen Braunschweig
- 1952: Verleihung der Würde eines Dr.-Ing. Ehrenhalber der T.U. Berlin
- 1952: Verdienstkreuz 1. Klasse der Bundesrepublik Deutschland
- 1953: Verleihung der Ehrenmedaille des Präsidenten der Ville de Paris anlässlich des Kongresses der Fédération Internationale des Géomètres